# Kies-Steinbrech
Der Kies-Steinbrech (Saxifraga mutata) ist eine Pflanzenart aus der Gattung Steinbrech (Saxifraga) in der Familie der Steinbrechgewächse (Saxifragaceae).

## Beschreibung

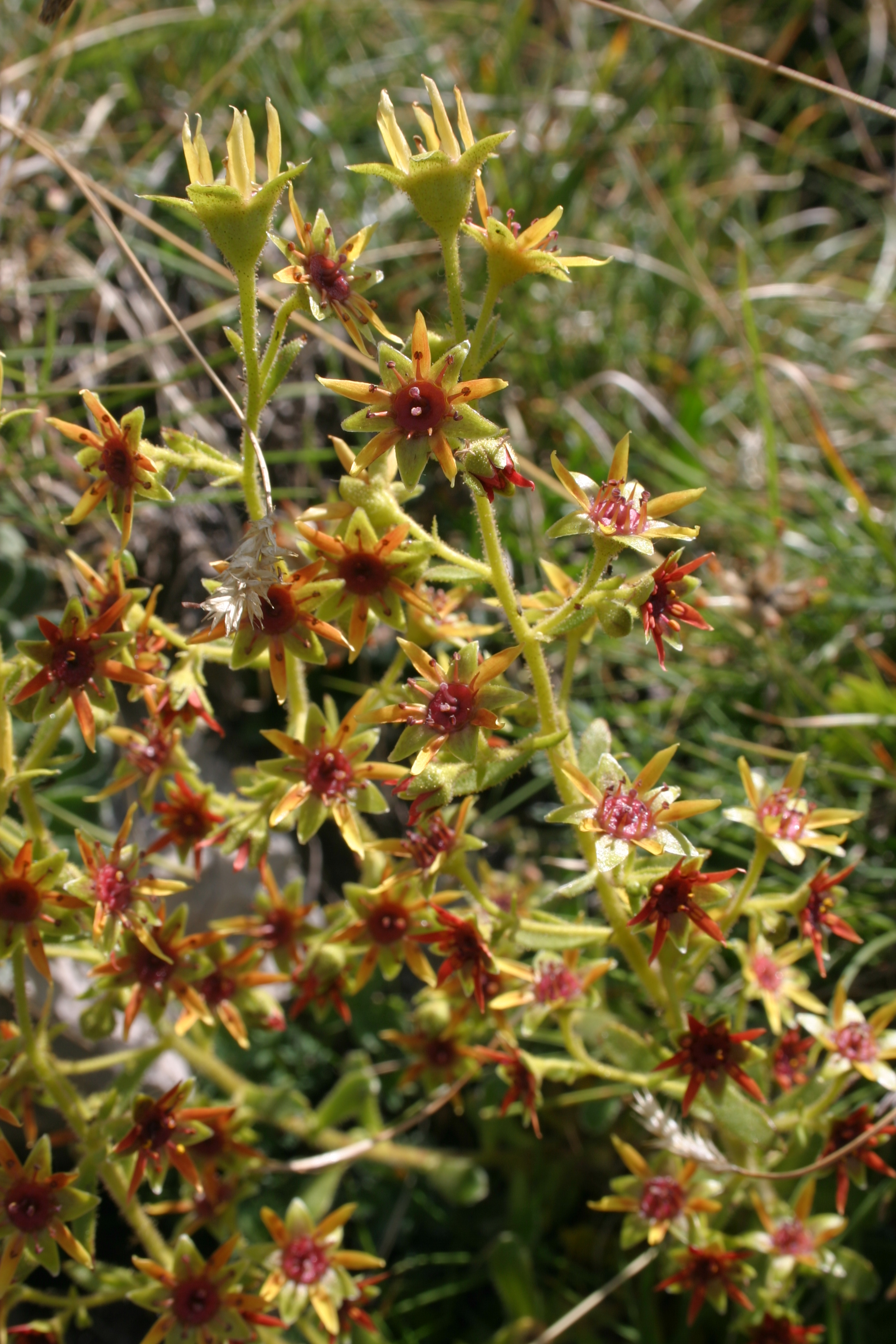
Kies-Steinbrech (Saxifraga mutata) am Monte Baldo (Italien)

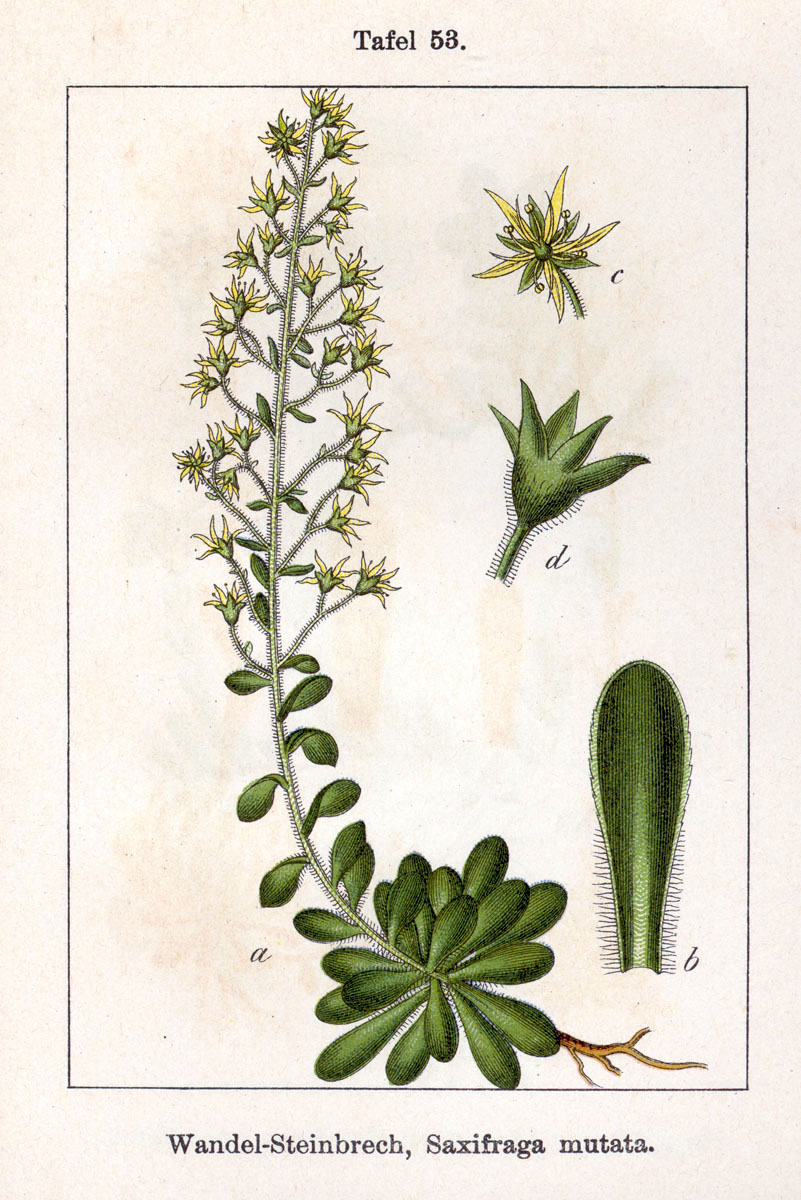
Kies-Steinbrech, Illustration

### Vegetative Merkmale
Der Kies-Steinbrech ist eine ausdauernde Pflanze, die Wuchshöhen von 10 bis 60 Zentimeter erreicht. Trotz der mitunter stattlichen Blütenstände handelt es sich bei dem Kies-Steinbrech um eine konkurrenzschwache Pflanze. Sie wächst lockerrasig und bildet bis zu 12 Zentimeter große Blattrosetten. Die Blätter sind 10 bis 60 Millimeter lang, 7 bis 12 Millimeter breit, länglich-zungenförmig bis linealisch, stumpf, fleischig, ledrig und dunkelgrün glänzend. Der Rand ist knorpelig, ungezähnt und am Grund steif bewimpert. Der Blattrand zeigt zahlreiche punktförmige Vertiefungen, die aber keinen Kalk (wie etwa beim Rispen-Steinbrech)  ausscheiden. Am Stängel befinden sich zahlreiche Blätter, die mehr spatelig sind.

### Generative Merkmale
Der Blütenstängel ist drüsig behaart, verzweigt sich bereits unterhalb der Mitte und trägt einen reichblütigen, rispigen Blütenstand. Die 5 Kelchzipfel sind dreieckig und 3 bis 4 Millimeter lang. Die Kronblätter haben eine Länge von 5 bis 8 Millimeter und sind linealisch-lanzettlich, spitz und zitronengelb bis tieforange gefärbt. Die Kelchblätter sind nur halb so lang, eiförmig und drüsig. Die Staubblätter sind nur ein Drittel bis halb so lang wie die Kronblätter. Der Fruchtknoten ist etwa zu zwei Dritteln mit der Blütenröhre verwachsen. Die Fruchtkapsel ist kugelig und 5 bis 6 Millimeter lang. Die Samen sind länglich, dreikantig, beidendig zugespitzt, dicht stachelig feinwarzig, dunkelbraun und 0,7 bis 0,8 Millimeter lang.
Blütezeit ist von Juni bis August.
Die Art hat die Chromosomenzahl 2n = 16, 26, 28 oder 32.

## Vorkommen
Der Kies-Steinbrech kommt in den Alpen und im Alpenvorland montan bis subalpin auf feuchten Felsen (Nagelfluh, Sandstein, Mergel, Kalk und Schiefer) sowie auf tonigen Böden in Höhenlagen von 800 bis 2200 Meter vor. Die Höhe von 2200 Metern erreicht er in Tirol an der Frau Hitt. Außerdem kommt er auch in den Karpaten vor. In den Allgäuer Alpen steigt er bis zu 1250 Metern Meereshöhe auf. Die Art ist in Deutschland gesetzlich geschützt.
Die ökologischen Zeigerwerte nach Landolt & al. 2010 sind in der Schweiz: Feuchtezahl F = 4w+ (sehr feucht, aber stark wechselnd), Lichtzahl L = 3 (halbschattig), Reaktionszahl R = 4 (neutral bis basisch), Temperaturzahl T = 2+ (unter-subalpin und ober-montan), Nährstoffzahl N = 2 (nährstoffarm), Kontinentalitätszahl K = 2 (subozeanisch).
Das Zurücktreten oder weitgehende Fehlen dieser Art in den Zentralalpen wird auf die pleistozäne Vergletscherung der Alpen zurückgeführt. Die vorzugsweise in tieferen Lagen siedelnde Art wurde dadurch stärker beeinträchtigt als etwa die verwandten hochalpinen Arten, die auf Nunatakkern überdauern konnten. Die international einmaligen Vorkommen an Alpenflüssen (Lech, Wertach und Isar) haben in den letzten 20 Jahren stark abgenommen.

## Ökologie
Der Kies-Steinbrech liebt sickernasse, kalkreiche, humus- und feinerdearme Stein- und Kiesböden in luftfeuchter, beschatteter Standortslage. Er ist eine Charakterart des Astero-bellidiastri-Saxifragetum-mutatae (Verband Caricion davallianae), kommt aber auch in Gesellschaften des Cratoneurion commutati oder des Potentillion caulescentis vor.
Die Rosetten sterben nach einmaligen Blühen ab, bilden aber oft vor dem Blühen Ausläufer.

## Unterarten
Vom Kies-Steinbrech sind zwei Unterarten bekannt:
- Saxifraga mutata subsp. demissa (Schott & Kotschy) D.A. Webb (Syn.: Saxifraga demissa Schott & Kotschy); diese Unterart kommt nur in den Südkarpaten vor; sie hat die Chromosomenzahl 2n = 16.
- Saxifraga mutata subsp. mutata; sie kommt in den Alpen und selten auch in den Karpaten vor.